# 裘锡圭
裘锡圭（1935年7月13日—2025年5月8日），中國古文字学专家、古文獻學家、歷史學家，浙江省宁波市人，生于上海市。曾任复旦大学文科傑出教授、復旦大學出土文獻與古文字研究中心教授。主要从事汉字学、古汉字学和古典文献学（先秦秦汉部分）的教学和研究工作。曾任第八、九、十屆全國政協委員，第六、七、八屆北京市政協委員。

## 生平
1952年入复旦大学历史系，1956年大学毕业后考上復旦大學歷史研究所研究生，从师著名甲骨学家胡厚宣专攻甲骨学与殷商史。同年胡厚宣奉调北京，裘亦随其师入中国科学院历史研究所（今属中国社会科学院）先秦史研究室。1960年研究生毕业后，裘锡圭任教于北京大学中文系，并在朱德熙教授影响下，对战国文字产生浓厚兴趣。1974年参加国家文物局组织的整理银雀山汉墓竹简、云梦秦简、马王堆汉墓帛书等出土文献的整理工作。2025年5月8日1时45分在上海交通大学医学院附属新华医院逝世，享年89岁。

## 学术贡献
裘锡圭功力深厚，治学严谨，深受前辈学者赏识。郭沫若、王力、胡厚宣、张政烺、朱德熙等著名学者，或对其考释文字的方法，或对其研究先秦、秦汉史，都有重大的影响。裘锡圭在古文字学和古史研究方面都很有建树，後成为继老一辈学者之后，蜚声国内外学术界的知名学者。裘锡圭在甲骨学研究方面，也取得了很大成绩，为推动甲骨学研究的发展做出重大贡献。

## 轶事
裘锡圭原为北京大学教授，后突然辞去北大教职，带弟子迁师复旦大学，引起轰动。传闻北大高层出面挽留，亦被裘婉言谢绝。
2009年4月，裘锡圭招收辽宁锦州38岁的三轮车夫蔡伟为门下博士研究生，引起轰动。

## 著述
1992年出版的《古文字论集》收录之前的古文字论文，同年出版的《古代文史研究新探》则收录之前的其他文史论文。1994年出版的《裘锡圭自选集》选自之前两本文集的论文，增加1篇论文。1996年出版的《文史丛稿》收录《自选集》不收的其他文集论文，和额外的论文。1998年出版的《裘锡圭学术文化随笔》收录篇幅小的新旧论文。2005年出版的《中国出土古文献十讲》重点则是在出土古文献。2012年出版的《裘锡圭学术文集》共六卷，收录2012年5月以前发表的各类文章。专著有：
- 《文字学概要》，商务印书馆出版，1988年首版。1991年，《文字学概要》一书获得北京大学第三届科学研究成果一等奖，北京市第二届哲学社会科学优秀成果特等奖；1992年，获得中国国家教委第二届高等学校优秀教材特等奖；1994年，获得中国国家新闻出版署第一届国家图书奖。此书并在台湾发行有繁体中文版本，并有英文版和韩文以及日文版。
- 《古代文史研究新探》，江苏古籍出版社出版，1992年6月发行
- 《古文字论集》，中华书局出版，1992年8月发行。1995年，此书获得中国教育委员会全国高等学校人文社会科学研究优秀成果奖的二等奖。
- 《裘锡圭自选集》，河南教育出版社出版，1994年7月发行
- 《文史丛稿──上古思想、民俗与古文字学史》，上海远东出版社出版，1996年10月发行
- 《裘锡圭学术文化随笔》，中国青年出版社出版，1999年10月发行
- 《马王堆汉墓帛书》（合编），文物出版社出版，1980年发行
- 《银雀山汉墓竹简》（合编），文物出版社出版，1985年发行
- 《曾侯乙墓》（上），编写部分，文物出版社出版，1989年发行
- 《望山楚简》，编写释文与考释部分，中华书局出版，1995年6月发行
- 《江陵望山沙塚楚墓》，编写部分，文物出版社出版，1996年4月发行
- 《尹湾汉墓简牍》（合编），中华书局出版，1997年9月发行
- 《郭店楚墓竹简》，校订、参与编写，文物出版社出版，1998年5月发行。2000年，此书获得中国国家图书奖。